# Norah Dowell Stearns
Pour les articles homonymes, voir Dowell et Stearns.
Norah Dowell Stearns (1891—1954) est une hydrogéologue américaine née à Providence, Rhode Island. Elle a soutenu une thèse de doctorat en géographie en 1916. Elle est  l'une des premières sinon la première femme hydrogéologue,,.

## Carrière
Après des études à l'université de Brown, elle travaille au moins à partir de 1924 pour le United States Geological Survey Institut d'études géologiques des États-Unis (USGS).
Norah Dowell Stearns est entre 1927 et 1937 l'autrice ou la co-autrice d'au moins 10 publications scientifiques (voir bibliographie ci-dessous). Elles concernent de la géologie fondamentale, notamment sur la formation des îles de Hawaï, et de l'hydrogéologie. Elle co-signe ainsi notamment un bilan hydrologique notable sur le bassin de Pomperaug, et effectue des travaux sur la quantification de la conductivité hydraulique. Elle est ainsi l'une des trois premières femmes hydrogéologues avec Florence Bascom et Margaret Flynn, et la plus prolifique des trois dans cette discipline,. 
Elle collabora plusieurs fois avec Oscar Edward Meinzer (en) : 3 publications en commun, voir bibliographie ci-dessous, et il supervisa une partie des travaux qui menèrent à son papier de 1927, d'après Meinzer lui-même. Elle co-signe en 1937 avec son mari et un autre scientifique, Gerald A. Waring, un ouvrage sur les sources thermales aux États-Unis.
Ses travaux furent cités des centaines de fois dans la littérature scientifique (d'après Worldcat). 
Elle est parfois attribuée comme co-autrice de deux travaux supplémentaires (Worldcat contient pour ces articles plusieurs références, l'une où elle est co-autrice et l'autre pas): Geology of reservoir and dam sites – geology of the Owyhee irrigation project et The Thiem method for determining permeability of water-bearing materials : and its application to the determination of specific yield : results of investigations in the Platte River Valley, Nebraska[réf. nécessaire].
Vers 1940, elle quitte l'USGS pour l'Office of Strategic Services.

## Vie privée
Elle épouse le géologue Harold Thornton Stearn,, (1900-1986). Ils auront un fils, Stanley Stearns (1926-2013),,.
La famille voyage à travers l'Ouest des États-Unis d'Amérique pour le travail des parents, puis vit à Hawaii de 1930 à 1940,. Stearns divorce, et vit seule avec ses enfants en 1940 à Seattle,.
Sa sœur Dorothy est une des martyrs de Hoppevale (en).

## Publications
(novembre 2020).
- Norah E. Dowell, Some Phases of the Economic Geography of Rhode Island: A Study of Response to Geographic Environment. Brown university (thèse de doctorat ), 1916.
- MEINZER, Oscar E. and STEARNS, Norah D. A study of groundwater in the Pomperaug Basin, Connecticut. US Geological Survey Water-Supply Paper, 1927 / 1929, vol. 2309. Paper597-8,p. 73-146  cité 73 fois – pubs.usgs.gov
- STEARNS, Norah Dowell. Laboratory tests on physical properties of water-bearing materials. 1927. pubs.usgs.gov US Geol. Survey, Water Supply Paper, 596 cité 72 fois
- COLLINS WD, FIEDLER Albert, HALL George, HOWARD C., McCOMBS John, MEINZER Oscar E., RIFFENBURG H., STEARNS Norah Dowell, Contributions to the hydrology of the US, 1927, USGS
- STEARNS, Norah Dowell. Report on the geology and ground water hydrology of the experimental area of the United States Public Healt Service at Fort Caswell, NC., Washington : Government Printing Office, 1927. Hygienic laboratory bulletin, 147; US Treasury Department house document, 597
- Charles Wardell Stiles; H  R Crohurst; Gordon E Thomson; Norah Dowell Stearns; Experimental bacterial and chemical pollution of wells via ground water, and the factors involved,  1927. Bulletin (Hygienic Laboratory (U.S.)), no. 147.
- BRYAN Kirk, GROVER Nathan Clifford, McGlastein Harry D., MEINZER Oscar E., STEARNS H. T., STEARNS Norah Dowell, Contributions to the hydrology of the US, 1928, USGS
- STEARNS, Norah Dowell, et al. Annotated Bibliography and Index of Geology and Water Supply of the Island of Oahu, Hawaii (Bulletin 3). 1935. 78 pages, doi http://hdl.handle.net/10524/36304 [Honolulu, Porter printing co.] At head of title: Territory of Hawaii. Joseph P. Poindexter, governor. Charles T. Bailey, commissioner of public lands. Division of hydrography. Max H. Carson, chief hydrographer. Printed in the Territory of Hawaii, United States of America, December 1935. Distributed by the U. S. Geological survey, Spreckelsville, Maui, and Honolulu, Oahu, T. H. pubs.er.usgs.gov, evols.library.manoa.hawaii.edu, bulletin no 3
- STEARNS, Norah Dowell, An Island is born : Oahu….Hawaiian group of Polynesia, a story of geological genesis. 1935
- ND Stearns, HT Stearns, GA Waring - 1937 - Thermal springs in the United States Geological Survey, books.google.com